# Union Sportive Lusitanos Saint-Maur
La Union Sportive Lusitanos Saint-Maur es un equipo de fútbol de Francia que juega en el Championnat National 2, la cuarta división de fútbol en el país.

## Historia
Fue fundado en el año 1966 en la ciudad de Saint-Maur-des-Fossés en París por habitantes de ascendencia portuguesa de la ciudad. El club en el año 2002 se fusiona con el US Creteil, pero con la diferencia de que el club no desaparece y pasa a formar parte de la Liga de París.
El club consigue progresar en la pirámide del fútbol francés y llega para la temporada 2016/17 al Championnat de France Amateur.

## Palmarés
- CFA: 1

2001
- DH Paris: 1

1993, 2015
- Coupe de Paris: 2

2003, 2013
- Coupe du Val de Marne: 2

1989, 2002

## Jugadores

### Jugadores destacados de la historia del club
- Olivier Guégan
- Danilson da Cruz
- Lionel Carole